# Río Rayo
El río Rayo es un río Colombiano, perteneciente al departamento de Antioquia, nace en el municipio de Tarazá; donde es una de sus principales fuentes hídricas, y por ende una de las más importantes del Bajo Cauca.
Su nacimiento está en las estribaciones selváticas del Nudo de Paramillo, a 1350 m s. n. m. y desemboca en el río Cauca por medio de 2 bocas; una cercana al corregimiento Puerto Antioquia a 85 m s. n. m., y la otra frente a la cabecera urbana de Cáceres a 84 m s. n. m., en el abanico aluvial del río Tarazá.
Este pequeño delta, donde dista un brazo del otro cerca de 5 kilómetros, ha generado la llamada Isla Bartoto.

## Cuenca
La cuenca del río Rayo ocupa una amplia zona del sector sur y central del municipio de Tarazá, generando en su parte alta un cañón profundo y en su parte media un valle amplio. En su parte baja se acoge a la sabana del río Cauca y el abanico aluvial del Tarazá, subdividiéndose en un delta en su desembocadura. 
No recorre zonas urbanas, solo uno de sus tramos es influenciado por la cabecera urbana de Tarazá; la parte alta de la cuenca es una espesa selva montañosa propia de la zona de vida de Bosque Tropical, la parte media presenta cobertura en bosques de galerías y rastrojos, y la parte baja es una sabana de pastizales y manchas boscosas. Tiene un recorrido occidente-nororiente.
Posee una excelente oferta hídrica con gran cobertura vegetal en todo su recorrido y abundantes precipitaciones.
Los principales usos que se le dan a las aguas del río Rayo son agropecuarios; sin embargo en la actualidad, es objeto de proyectos mineros, lo cual le ha dado a sus aguas una gran carga de sólidos suspendidos y disueltos, sumado a un proceso de contaminación por mercurio y cianuro.